# Belleu
Belleu é uma comuna francesa na região administrativa de Altos da França, no departamento de Aisne. Estende-se por uma área de 4,53 km². Em 2010 a comuna tinha 3 868 habitantes (densidade: 853,9 hab./km²).